# 奧里奧爾村 (佛羅里達州)
奧里奧爾村（英語：Village of Oriole）是位於美國佛羅里達州棕櫚灘縣的一個人口普查指定地區。

## 地理
奧里奧爾村的座標為26°27′33″N 80°09′20″W / 26.45917°N 80.15556°W，而該地最高點為海拔高度6米（即20英尺）。

## 人口
根據2010年美國人口普查的數據，奧里奧爾村的面積為2.70平方千米，當中陸地面積為2.70平方千米，而水域面積為0.00平方千米。當地共有人口4758人，而人口密度為每平方千米1,762人。